# 松本氏輔
松本氏輔（まつもと うじすけ，生年不詳 – 天正2年5月13日（1574年6月2日）），戰國時代的武將。蘆名氏家臣「蘆名四天王」的宿老重臣之一。陸奥大沼郡船岡城主。通稱為圖書助。名字亦為氏興。松本舜輔之子。兒子為松本行輔。

## 略歷
本名為氏輔，並拜領主君蘆名盛氏「氏」的偏諱。從永祿9年蘆名家血判起請文署名的位置來看的話，筆頭家臣是松本氏輔、次席是平田實範，然後再是佐瀨常藤，最後是富田滋實。天正2年（1574），在進攻田村清顯時戰死。
福島縣大沼郡會津美里町的曹洞宗寺院松澤寺，存有氏輔父子的肖像畫。